# Gare Les Granges (Orbe)
Pour un article plus général, voir Ligne Orbe – Chavornay.
Les Granges (Orbe) est une gare ferroviaire suisse de la ligne Orbe – Chavornay appondue à la gare de fret Orbe-Industrie. Elle est située dans la zone industrielle, au sud-est de la commune d'Orbe dans le canton de Vaud. 

## Situation ferroviaire
Établie à 442 mètres d'altitude, la gare Les Granges (Orbe) est située au point kilométrique 1,50 de la ligne Orbe – Chavornay (no 211). Elle se situe entre la halte de Saint-Éloi et la gare de Chavornay.

La gare a une disposition en Y, le bâtiment pour les voyageurs, une simple aubette, est situé sur le quai central de la gare. Les voies partent d'un côté en direction de Saint-Éloi et de l'autre côté vers les différentes industries reliées aux voies ferrées.

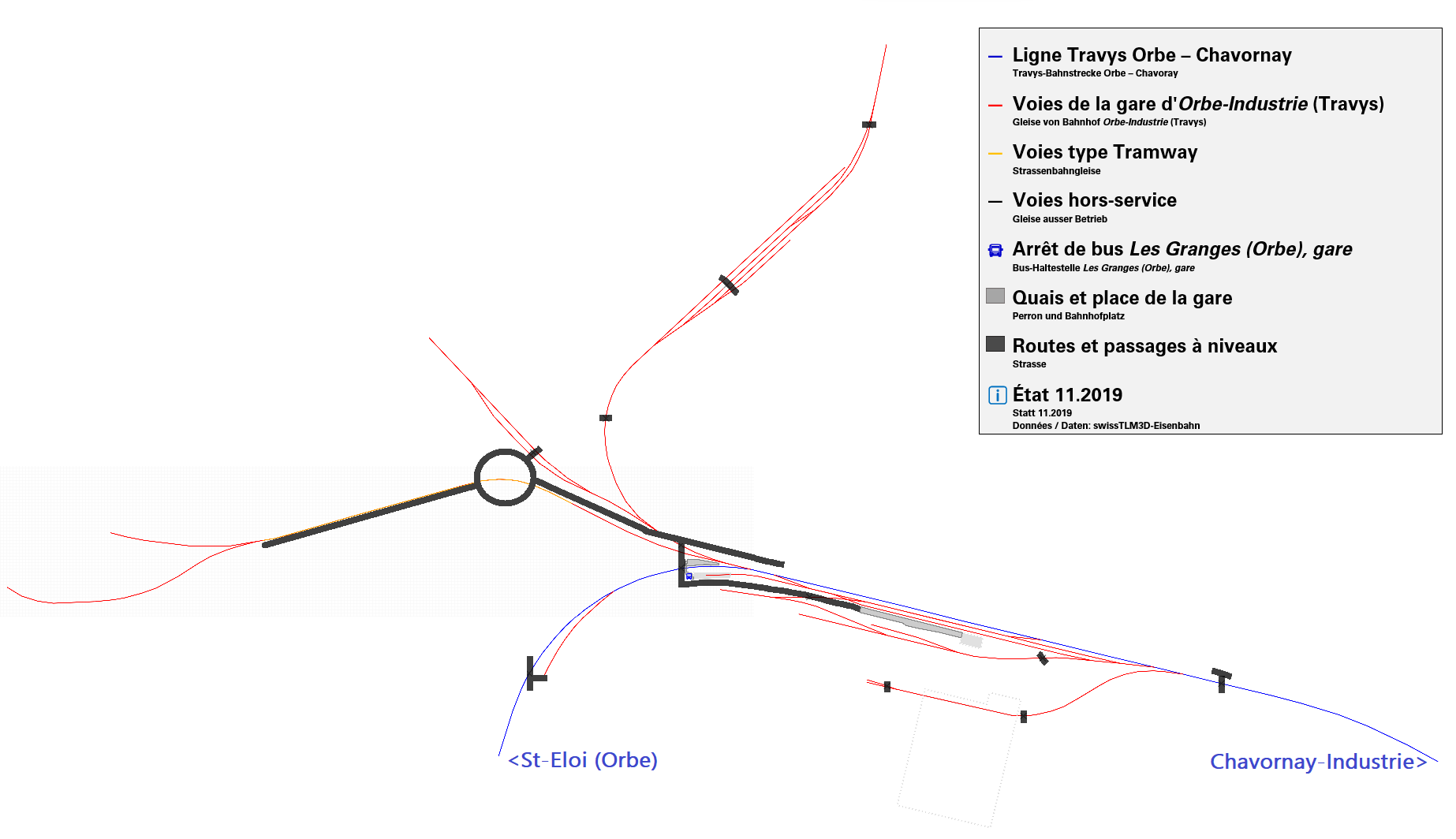
Plan de voie entre les années 1995 et 2019
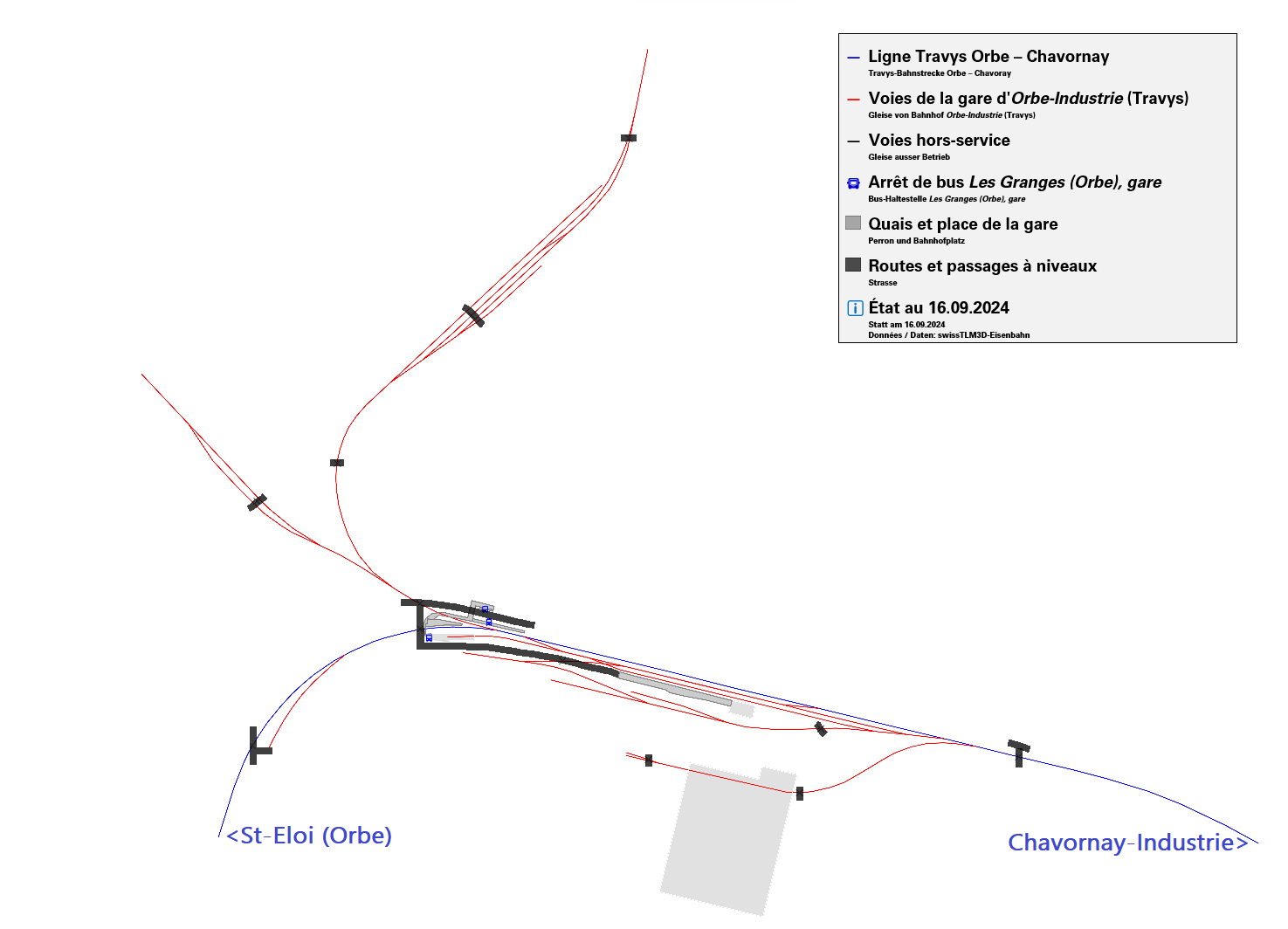
Plan de voie depuis 2019 après la suppression du raccordement aux moulins d'Orbe et la première phase de modernisation de la gare. Le nouveau quai est déjà visible.

## Histoire
La gare Les Granges (Orbe) est mise en service le 17 avril 1894, sans inauguration, par la Société anonyme des usines de l'Orbe avec l'ouverture de la ligne Orbe – Chavornay.
En 1918, les voies industrielles de la gare sont étendues.
En 1978, le quai de marchandises est modifié. Une rampe est construite pour faciliter le chargement des pommes de terre et les betteraves.
En 1987, un nouvel embranchement industriel partant de la gare est construit pour desservir l'entreprise Schmutz nouvellement installée près des Granges.
En 2019 le raccordement au moulins d'Orbe est déferré.
Dans le cadre d'une intégration de la ligne Orbe – Chavornay au RER Vaud, la gare des Granges serait déplacée d'une centaine de mètres en direction de la plaine de l'Orbe, à la hauteur des quais marchandises. Un nouveau quai de 120 m de long et haut de 55 cm permet d'accueillir des trains plus longs.

## Service des voyageurs

### Accueil
Cette gare TRAVYS, anciennement OC, dispose d'une aubette, avec un banc abrité de la pluie. Sur le quai, la gare est équipée d'un oblitérateur pour les cartes multicourses ainsi que d'une machine à billets située à l'intérieur de la halte. Le guichet à lui été déplacé à Orbe gare depuis le mois de novembre 2015.

### Desserte
La gare d'Orbe est desservie par des trains régionaux de la ligne R11 en provenance et à destination des gares d'Orbe et de Chavornay.

### Intermodalité
L'arrêt de bus Les Granges (Orbe), gare est desservi par les lignes Travys B11 Orbe, gare ⇌ Chavornay, Gare (courses supplémentaires effectuées par bus du fait de l'impossibilité d'ajouter des trains) ; 10.686 Baulmes, Gare ⇌ Chavornay, Gare ; la ligne 10.692 Orbe, Gare ⇌ Orbe, Taborneires ainsi que la ligne 10.693 Les Granges (Orbe), gare ⇌ Orbe, Gare.